# 조나단 쉐어
조나단 쉐어(Jonathan Sherr, 1974년 4월 24일 ~ )는 미국의 배우, 텔레비전 배우, 성우이다.
아이오와주에서 태어났다.

## 방송
- 도쿄밴드왜건~도시 대가족 이야기

## 영화
- 달링은 외국인 (2010년) - 토니 역